# لعبة طفل (فلم 2019)
لعبة طفل (بالإنجليزية: Child’s Play) هو فيلم رعب تم إنتاجه في الولايات المتحدة وصدر سنة 2019 بطولة غابرييل باتمان ومارك هاميل وهو عبارة عن إعادة إنتاجه لفيلم يحمل نفس الإسم صدر سنة 1988.

## القصة
في إطار مشوق ومرعب أم تعطي ابنها دمية لعيد ميلاده، غير مدركة لطبيعة اللعبة وما تحمله من شر.

## الميزانية والإيرادات
كلف الفيلم 10 ملايين دولار وحقق قرابة 43 مليون دولار.

## وصلات خارجية
مقالات تستعمل روابط فنية بلا صلة مع ويكي بيانات

لا توجد روابط لمواقع التواصل الاجتماعي.